# Jim Thome
James Howard Thome (né le 27 août 1970 à Peoria, Illinois) est un joueur américain de baseball qui joue dans les Ligues majeures de 1991 à 2012 comme joueur de premier but ou frappeur désigné. En 22 saisons, il porte les couleurs de 6 équipes, mais est surtout connu pour ses 13 années chez les Indians de Cleveland. Il est élu en 2018 au Temple de la renommée du baseball.
Cinq fois sélectionné pour le match des étoiles, Jim Thome est l'un des huit joueurs à avoir frappé 600 coups de circuit dans l'histoire des majeures. Il en compte 612, ce qui le place 7e sur la liste des meilleurs cogneurs de circuits de l'histoire.

## Indians de Cleveland
Il a commencé sa carrière avec les Indians de Cleveland où il a passé 12 saisons. Entre 1991 et 1995, il a joué moins de 100 matchs chaque saison. 1995 fut sa première saison notoire avec 127 matchs joués, 25 circuits et 73 points produits. En 1996, il a frappé plus de 30 circuits, la première 7 saisons d'affilée qu'il a frappé au moins 30 circuits pendant la saison régulière. Il a aussi produit au moins 100 points lors de 6 de ces 7 saisons. Il a frappé 49 circuits en 2001 et 52 circuits en 2002, et fut transféré aux Phillies de Philadelphie à la fin de la saison

## Phillies de Philadelphie
En 2003, Thome a frappé 47 circuits et 131 points produits et a fini 4e lors du vote pour le meilleur joueur de la Ligue nationale. En 2004 il a répété cette performance avec 42 circuits et 105 points produits, et a fini 19e lors du vote pour le meilleur joueur. Cependant en 2005, il a été blessé et n'a joué que 59 matchs avec 7 circuits et 30 points produits.

## White Sox de Chicago

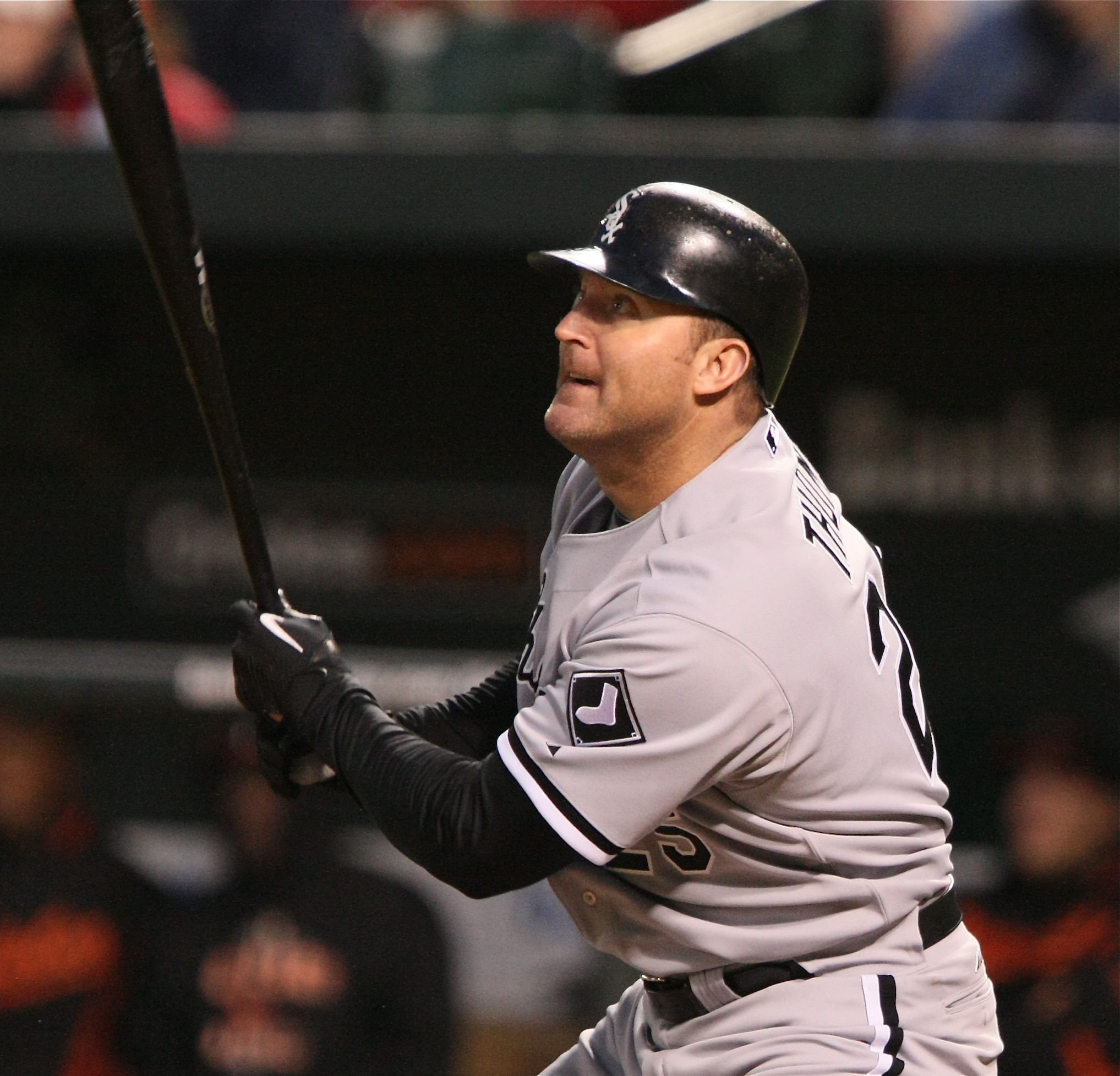
Jim Thome en 2009 avec les White Sox.

En 2006, Thome a rejoint les White Sox de Chicago 42 circuits et 109 points produits. En 2007 il frappé 25 circuits avec 79 points produits, et a besoin de 5 circuits en 20 matchs pour enregistrer son 30e circuit cette saison. Depuis 1996, il a réussi 30 circuits chaque saison sauf en 2005 quand il a raté plus de 100 matchs.

## Dodgers de Los Angeles
Le 31 août 2009, les White Sox échangent Jim Thome aux Dodgers de Los Angeles pour le joueur d'avant-champ des ligues mineures Justin Fuller. Les seules apparitions de Thome dans l'uniforme des Dodgers sont comme frappeur suppléant. Il frappe 4 coups sûrs en 17 présences au bâton.

## Twins du Minnesota

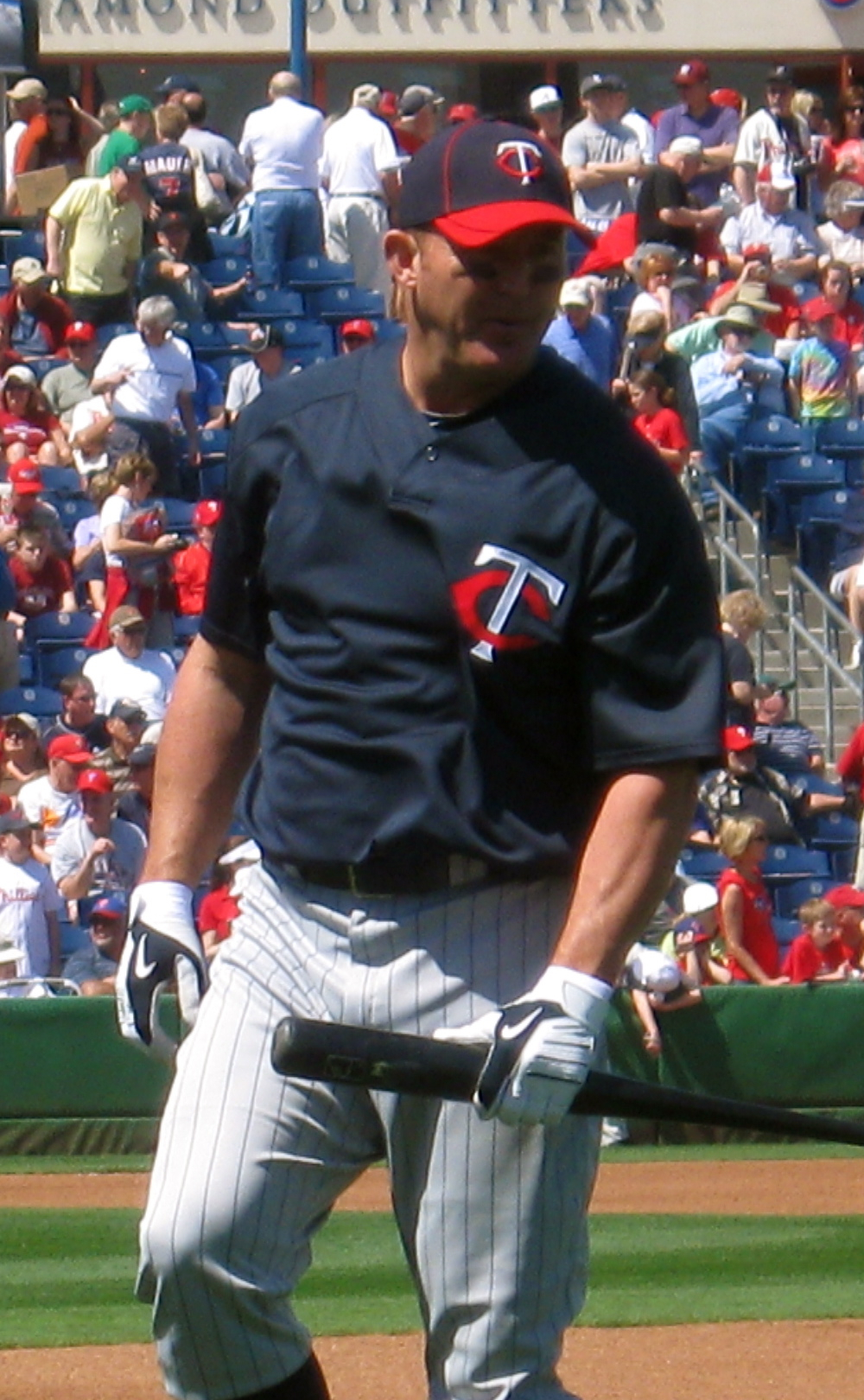
Jim Thome en 2010 avec Minnesota.

Le 4 février 2010, Thome rejoint les Twins du Minnesota, avec qui il signe une entente d'un an pour 1,5 million de dollars.
Durant la saison 2010, le vétéran gravit trois échelons sur la liste des meilleurs frappeurs de circuits de tous les temps. Le 3 juillet, il cogne ses 573e et 574e longues balles pour rejoindre, puis dépasser, une légende de la franchise des Twins, Harmon Killebrew, au 11e rang. Le 4 septembre, Thome frappe son 584e circuit pour passer devant Mark McGwire. Puis, avec son 587e coup de quatre buts le 11 septembre, il ravit le 8e rang des meilleurs frappeurs de circuits à Frank Robinson. À 39 ans, les chances de Thome de rejoindre Barry Bonds et son record de 762 circuits sont toutefois très minces.
Thome termine la saison 2010 avec 25 circuits et 59 points produits et une moyenne au bâton de ,283 en 108 parties jouées. Il connaît cependant des séries éliminatoires difficiles avec un seul coup sûr en dix présences au bâton en Série de division face aux Yankees de New York. Il est de plus le dernier joueur des Twins retiré par Mariano Rivera dans les deux premières parties de la série entre les deux équipes,.
En novembre 2010, Jim Thome devient agent libre. En janvier 2011, il accepte une nouvelle offre des Twins : un contrat de trois millions de dollars pour la saison 2011.
Le 15 août 2011, Thome claque deux coups de circuit dans une victoire de 9-6 des Twins à Detroit. Son deuxième du match, face au lanceur Daniel Schlereth, est son 600e en carrière. Il n'est que le huitième joueur dans l'histoire à atteindre ce nombre.

## Retour à Cleveland
Le 25 août 2011, Jim Thome retourne là où il a commencé sa carrière lorsque les Twins l'échangent aux Indians de Cleveland en retour d'un joueur à être nommé plus tard. Il joue 22 matchs en fin de saison pour Cleveland, ajoutant 3 circuits et 10 points produits.

## Retour à Philadelphie

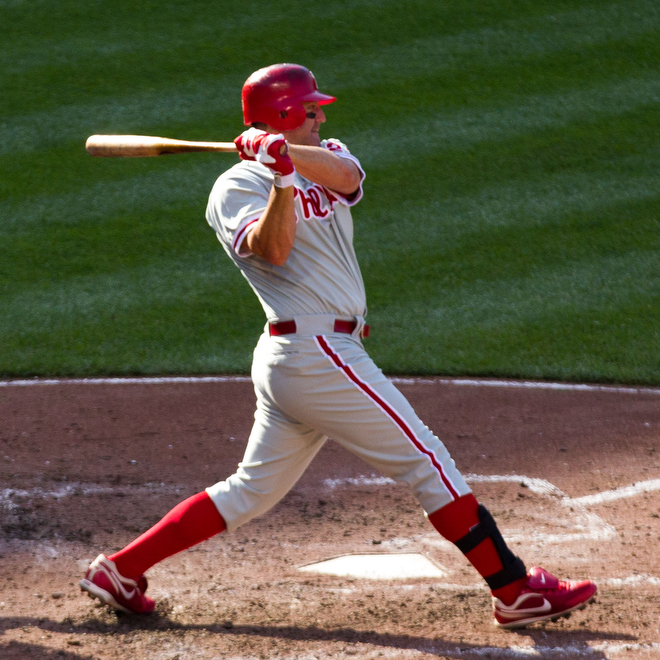
Jim Thome de retour avec les Phillies en 2012.

En novembre 2011, Thome retourne chez les Phillies de Philadelphie, de qui il accepte un contrat de 1,25 million de dollars pour une saison. Depuis son départ de Philadelphie en 2005 jusqu'en 2011, Thome n'a joué que 28 manches au total en défensive.
Le 17 juin à Toronto, Thome frappe son 100e circuit en carrière avec les Phillies pour devenir le 4e joueur de l'histoire à en compter au moins 100 pour 3 équipes différentes. Thome, qui avait déjà réussi 337 circuits avec les Indians et 134 avec les White Sox, réédite l'exploit de Reggie Jackson (A's, Yankees, Angels), Darrell Evans (Giants, Tigers, Braves) et Alex Rodriguez (Yankees, Mariners, Rangers).
Avant la saison 2012, il ne manque à Thome que cinq circuits pour rejoindre Sammy Sosa au septième rang de l'histoire. Il le rejoint le 23 juin avec sa 609e longue balle en carrière, réussie contre Jake McGee des Rays de Tampa Bay. C'est aussi pour Thome un 13e circuit mettant fin à un match et donnant la victoire à son équipe (walk-off home run) au cours de sa longue carrière, ce qui établit le nouveau record de l'histoire des Ligues majeures.

## Orioles de Baltimore

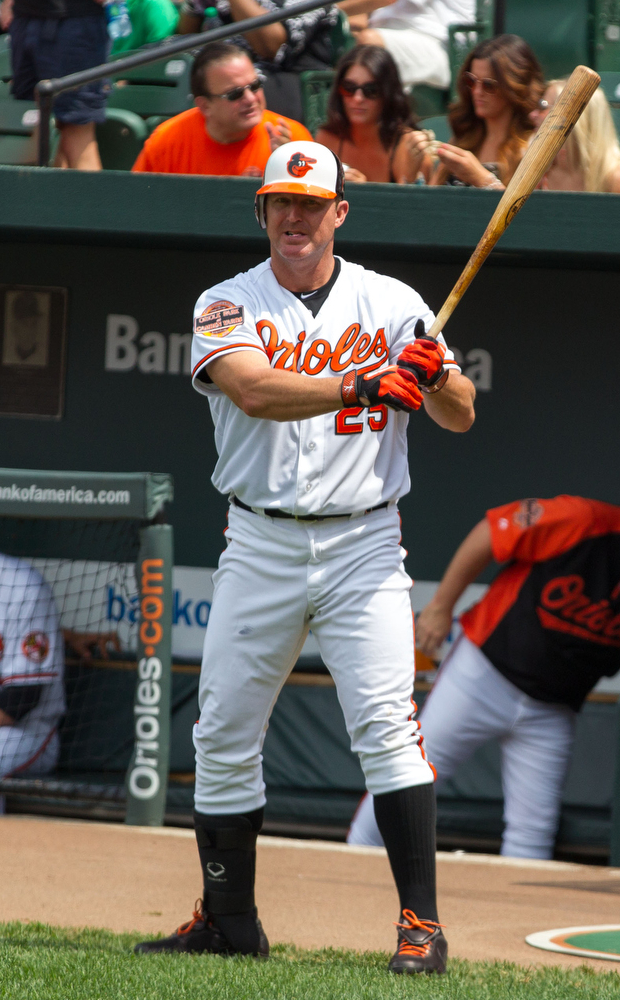
Jim Thome joue sa dernière saison en 2012 avec Baltimore.

Le 30 juin 2012, les Phillies échangent Thome aux Orioles de Baltimore en retour de deux joueurs des ligues mineures, le receveur Gabriel Lino et le lanceur droitier Kyle Simon
. Le 20 juillet, contre son ancienne équipe, Cleveland, Thome réussit son 610e circuit en carrière et dépasse Sammy Sosa au 7e rang de l'histoire. Il réussit trois circuits et produit 10 points en 28 matchs pour les Orioles, complétant 2012 avec 8 circuits, 25 points produits et une moyenne au bâton de ,252 en 58 parties jouées pour Philadelphie et Baltimore. Le 26 septembre contre Toronto, il devient à 42 ans et 30 jours le joueur le plus âgé à frapper un circuit pour la franchise des Orioles Il est le frappeur désigné des Orioles dans le match de meilleur deuxième qui lance les séries éliminatoires et qu'ils gagnent sur les Rangers du Texas. Thome obtient un coup sûr et un but-sur-balles dans cette partie. Il n'obtient cependant qu'un coup sûr en 12 dans les trois matchs de Série de divisions qu'il dispute contre les Yankees de New York. Il devient agent libre après la saison 2012. Il indique qu'il désire jouer au baseball en 2013 mais est sans contrat à l'ouverture des camps d'entraînement printaniers.

## Retraite
Jim Thome signe un contrat d'une journée avec les Indians de Cleveland le 2 août 2014 pour annoncer sa retraite sportive comme membre de cette équipe. C'est aussi l'occasion pour la franchise de lui rendre hommage et de dévoiler le même jour une statue à son effigie devant le Progressive Field, le stade des Indians.